# Пръстенчат тюлен
Пръстенчатият тюлен (Pusa hispida), наричан още акиба, е вид от групата на същинските тюлени, срещан най-често в Арктика. Живеейки основно в Северния ледовит океан, той е близък родственик на обикновения тюлен, който се среща обикновено в Балтийско море.

## Външен вид
Пръстенчатият тюлен е наречен така заради светлите кръгове с тъмни ограничения, които съставляват окраската на козината им. Най-големите екземпляри достигат дължина 135 cm и тегло 70 kg. Балтийските екземпляри могат да бъдат още по-големи – 140 cm и 100 kg. Самците са най-големи от всички. Пръстенчатите тюлени разполагат с отлично зрение, както и добри слух и обоняние.

## Ареал
Съществуват четири подвида на пръстенчатия тюлен, които обитават осем различни среди, всички разположени в полярния или субполярния климатичен пояс.
Беломорският подвид (P. h. hispida) е най-разпространеният вид тюлен в Северния ледовит океан и живее по ледовете.
Балтийският подвид (P. h. botnica) обитава хладните региони на Балтийско море, в частност, крайбрежието на Швеция, Финландия, Естония и Русия, като рядко достига и Германия.
Освен тях има и два вида сладководни пръстенчати тюлени: ладожки (P. h. ladogensis) и саймански (P. h. saimensis).

## Темперамент и социално поведение
Пръстенчатите тюлени не образуват колонии, а живеят поотделно. Възможно е да се наблюдават малки групички, но те нямат особено социално свързване. Големите му заоблени опашка и перки му помагат в морето.